# Vicia vicioides
Vicia vicioides är en ärtväxtart som först beskrevs av René Louiche Desfontaines, och fick sitt nu gällande namn av Antonio Xavier Pereira Coutinho. Vicia vicioides ingår i släktet vickrar, och familjen ärtväxter. Inga underarter finns listade i Catalogue of Life.